# Andrzej Sadowski (sadownik)
Andrzej Witold Sadowski (ur. 14 lutego 1931 w Warszawie - zm. 23 czerwca 2014 tamże) – polski sadownik, profesor Szkoły Głównej Gospodarstwa Wiejskiego. Specjalista z zakresu odżywiania mineralnego roślin sadowniczych, pedagog.
Po maturze, w 1949 r. rozpoczął studia na Wydziale Ogrodniczym SGGW. Dyplom inżyniera ogrodnika uzyskał w 1953 r., a magistra – w 1954 r. Od 1953 r. pracował  jako asystent w Katedrze Sadownictwa SGGW. W 1956 r. został skierowany na aspiranturę do Akademii Rolniczej im. Timiriaziewa w Moskwie, gdzie w 1960 r. uzyskał stopień kandydata nauk rolniczych. Stopień docenta nauk rolniczych uzyskał w 1968 r., a tytuł profesora w 1980 r. W 2001 r. otrzymał tytuł doktora honoris causa, nadany przez Uniwersytet Świętego Stefana w Gödöllö na Węgrzech oraz przez Szkołę Główną Gospodarstwa Wiejskiego w Warszawie. Był odznaczony Złotym Krzyżem Zasługi i Krzyżem Kawalerskim Orderu Odrodzenia Polski. Otrzymał też złotą odznakę „Za zasługi dla SGGW”.